# Albert Thibaudet
Albert Thibaudet (* 1. April 1874 in Tournus, Département Saône-et-Loire; † 16. April 1936 in Genf) war ein französischer Literaturkritiker und Schriftsteller.

## Leben
Thibaudet absolvierte seine Schulzeit unter anderem am Lycée Henri IV in Paris (5. Arrondissement). Nach eigenem Bekunden war der Philosoph Henri Bergson einer seiner wichtigsten Lehrer. Für seinen Text über den Renaissancepoeten Pierre de Ronsard („D’une flamme divine allumer les esprits“) wurde Thibaudet 1896 mit dem Literaturpreis Prix d’éloquence der Académie Française ausgezeichnet.
1912 konnte Thibaudet erstmals einen Aufsatz in der Literaturzeitschrift Nouvelle Revue Française (NRF) veröffentlichen. Nach dem Ersten Weltkrieg konnte man ihn bis an sein Lebensende dort regelmäßig unter den Autoren finden.
Er war von 1924 bis zu seinem Tod (als Nachfolger von Bernard Bouvier) Professor für französische Literatur an der Universität Genf.
Thibaudet prägte Bonmots, die in den politischen Sprachgebrauch eingingen. So bezeichnete er das Cartel des gauches, das nach den Wahlen 1924 an die Regierung kam, als „Republik der Lehrer“ (République des professeurs) – ihre prominentesten Vertreter Paul Painlevé, Léon Blum und Édouard Herriot waren vor ihrer politischen Karriere Lehrer oder Professoren gewesen. In seinen 1932 publizierten Werk Les idées politiques de la France führte er das Schlagwort Sinistrisme („Links-ismus“) ein, mit dem er das Phänomen des seit Gründung der Dritten Republik immer weiter nach links rückenden politischen Spektrums bezeichnete.
Durch den Philosophen Lucien Lévy-Bruhl war es Thibaudet ermöglicht worden, 1928 bei den ersten Davoser Hochschulkursen (Cours universitaires de Davos) mitzumachen.

## Ehrungen
- 2008 stiftete das Centre Thucydide (Universität Paris II) den Prix Albert Thibaudet.

## Werke (Auswahl)
- Trente ans de vie française. Gallimard, Paris 1920/21.

1. Les idées de Charles Mauras. 1920.
2. La vie de Maurice Barrès. 1921.
3. Le Bergsonisme. 1924.

- La Campagne avec Thucydide. 8. Aufl. NRF, Paris 1922.
- Gustave Flaubert. Neuaufl. Gallimard, Paris 1982, ISBN 2-07-023903-9 (Nachdr. d. Ausg. Paris 1935) [1922].
- La république de professeurs. Neuaufl. Hachette Littérature, Paris 2006, ISBN 978-2-01-279309-5 (Nachdr. d. Ausg. Basel 1924; beigefügtes Werk: Les Princes lorrains).
- Cluny. Edition a Contrario, Mâcon 2004, ISBN 2-7534-0015-6 (Nachdr. d. Ausg. Paris 1928).
- Amiel ou la part du rêve. Hachette, Paris 1929.
- Mistral ou La république du soleil. Hachette, Paris 1930 (La passé vivant; 4).
- Psychologie de la critique. 1930.
- Stendhal. Hachette, Paris 1931 (Les romantiques).
- Les idées politiques de la France. 2. Aufl. Stock, Paris 1932.
- Histoire de la littérature française de 1789 à nos jours. Éditions Stock, Paris 1936.
  - Geschichte der französischen Literatur von 1789 bis zur Gegenwart. Karl Alber Verlag, Freiburg/München 1953.
- Panurge à la guerre. 7. Aufl. Gallimard, Paris 1940.
- Montaigne. Gallimard, Paris 1963.